# Ivan Capelli
Ivan Franco Capelli (* 24. Mai 1963 in Mailand) ist ein ehemaliger italienischer Automobilrennfahrer, der von 1985 bis 1993 in der Formel 1 startete.

## Karriere
Ivan Capelli begann seine Karriere als Kart-Fahrer im Alter von 15 Jahren. Vier Jahre später wechselte er in die italienische Formel-3-Meisterschaft. Im Jahr 1983 gewann er diese Meisterschaft, nachdem er die Saison mit neun Siegen dominiert hatte. Zusammen mit dem Team Coloni wechselte er in die europäische Serie, die er 1984 ebenfalls für sich entschied.
Im Jahr 1985 begann Capelli in der Internationalen Formel-3000-Meisterschaft mit Genoa Racing auf einem March 85B und gewann ein Rennen. Am 6. Oktober 1985 gab er sein Debüt in der Formel 1 als Fahrer für das Tyrrell-Team. Sein bestes Resultat in diesem Jahr war der vierte Platz in Australien.
In der folgenden Saison gewann er die Internationalen Formel-3000-Meisterschaft. Nebenbei fuhr Capelli für BMW in der Tourenwagen-Europameisterschaft und bestritt in der Formel 1 einige Rennen für das AGS-Team.
Im Jahr 1987 bestritt Ivan Capelli seine erste komplette Saison in der Formel 1 bei Leyton House-March und erreichte 1988 hinter Alain Prost den zweiten Platz beim Großen Preis von Portugal in Estoril. Der 1988er March 881 wurde von Chefdesigner Adrian Newey gebaut, der Mitte und Ende der 1990er Jahre für die Weltmeisterautos von Williams und McLaren verantwortlich war. Das Auto zeichnete sich durch eine exzellente Aerodynamik aus, allerdings war es anfällig für Bodenwellen. Ebenso waren die verwendeten Judd-Motoren nicht zuverlässig genug, um weitere herausragende Platzierungen zu erlauben. So schied Capelli beispielsweise 1988 in Japan an zweiter Stelle liegend mit Motorschaden aus. Sein Engagement mit BMW in der Tourenwagen-EM setzte er mit Team Schnitzer ebenfalls fort.
Nach dem vielversprechenden Abschluss der Saison 1988 galten Ivan Capelli und March als ein Geheimtipp für Podestplätze und sogar Siege im Jahr 1989. Doch diese Saison wurde zu einem Desaster. Sowohl das Fahrzeug als auch der Motor waren nicht standfest, und so schied der Italiener in 14 von 16 Rennen mit technischen Defekten aus.
Auch die Saison 1990 verlief nicht nach Wunsch. Newey hatte die Aerodynamik des Leyton House (der Sponsor übernahm die Namensrechte am Fahrzeug) weiter verbessert, aber das Auto wurde dadurch sehr schwierig abzustimmen. Bei zu großer Bodenfreiheit, die auf holprigen Strecken nötig war, war das Auto sehr schwierig zu fahren, und so qualifizierten sich beide Leyton House auch in Mexiko nicht. Das nächste Rennen, der Große Preis von Frankreich auf dem sehr ebenen Circuit Paul Ricard wurde zum Highlight für Capelli und das Team. Das Auto funktionierte gut und ging so schonend mit den Reifen um, dass Capelli und sein Teamkollege Maurício Gugelmin ohne Boxenstopp durchfahren konnten. Die beiden hatten lange Zeit eine Doppelführung inne, bevor Gugelmin ausfiel und Alain Prost auf Capelli aufholte. Drei Runden vor Schluss überholte Prost im klar überlegenen Ferrari Capelli. Der zweite Rang war die letzte Podiumsplatzierung in der Formel-1-Karriere Capellis. Im darauffolgenden Rennen in Silverstone schied er nach famoser Fahrt und als schnellster Mann auf der Piste an dritter Stelle liegend mit Motorschaden aus.

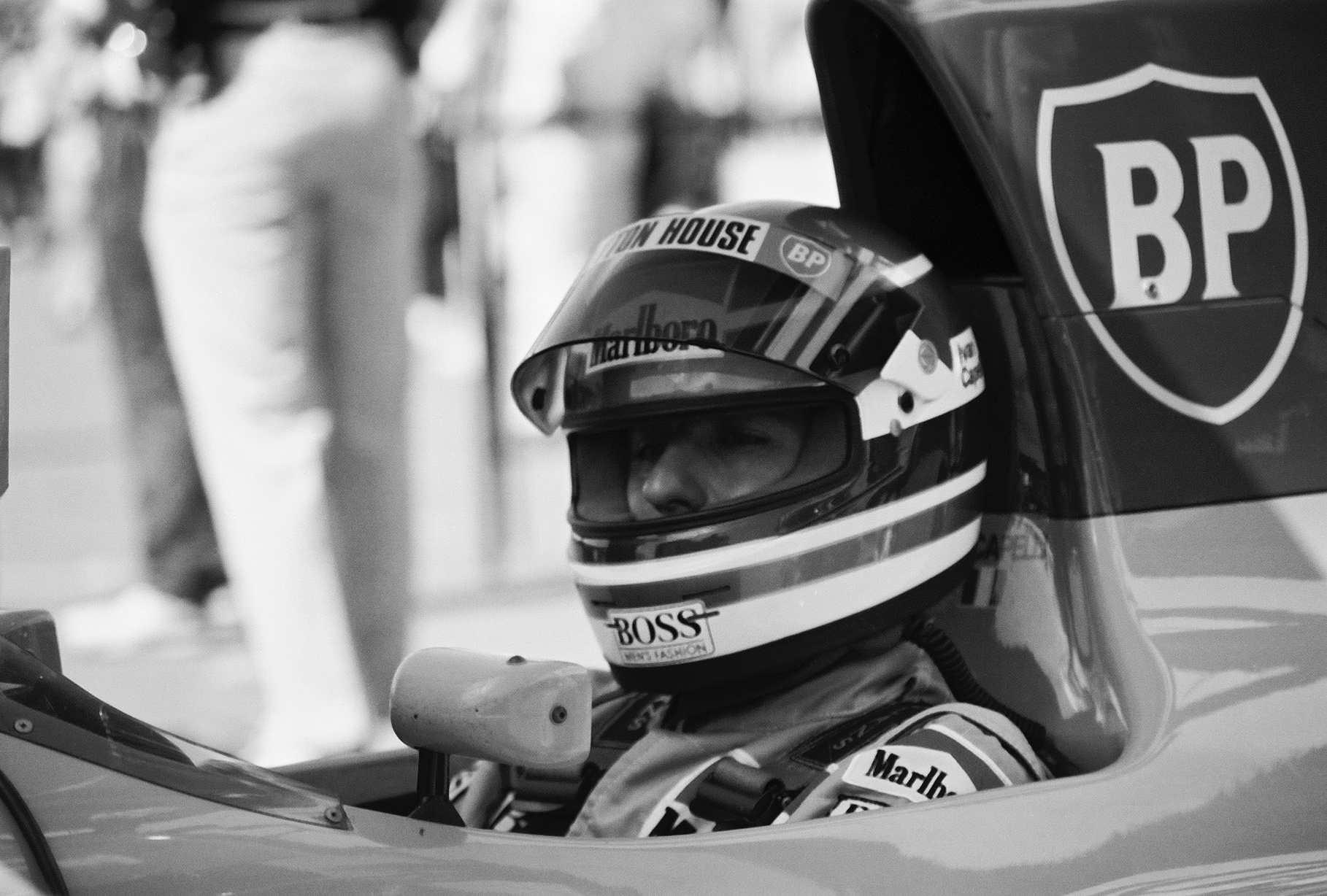
Ivan Capelli 1991

Auch die Saison 1991 war von technischen Defekten und Zuverlässigkeitsproblemen bei Leyton House geprägt. Trotzdem gelang es Capelli, mit einigen Highlights sein Talent weiter zu unterstreichen und er wurde daraufhin für die Saison 1992 von Ferrari unter Vertrag genommen. Auf die letzten beiden Rennen der Saison 1991 verzichtete Capelli zu Gunsten von Karl Wendlinger, der mit Sponsorgeldern dem finanziell angeschlagenen Team Leyton House weiterhelfen konnte.
Geplant als großer Durchbruch, wurde die Saison 1992 bei Ferrari zur schwärzesten Zeit in Capellis Karriere. Der Ferrari F92A war nicht konkurrenzfähig und Capelli büßte zusehends an Motivation ein. Somit geriet er klar ins Hintertreffen gegen seinen Teamkollegen Jean Alesi. Nach mehreren Unfällen wurde Capelli nach dem Großen Preis von Portugal von Ferrari entlassen und seine Formel-1-Karriere damit mehr oder weniger beendet. Sein Cockpit übernahm Nicola Larini.
Zwar bestritt er 1993 noch zwei Rennen für das Jordan-Team, doch nach einem Ausfall in Südafrika und einer Nichtqualifikation in Brasilien kündigte Eddie Jordan Capelli, als der Italiener die versprochenen finanziellen Mittel nicht aufbringen konnte.
Ivan Capelli nahm insgesamt an 93 Grands Prix teil, erreichte dabei drei Podiumsplätze und insgesamt 31 Meisterschaftspunkte. Sein größter Erfolg war der siebente WM-Platz 1988.
Capelli gilt als einer der schnellsten Formel-1-Fahrer der späten 1980er und frühen 1990er Jahre, doch konnte er dies wegen unterlegenen Materials nie wirklich beweisen und in Ergebnisse umsetzen. Das schwache Abschneiden im Traditionsteam Ferrari raubte ihm teilweise den Glauben an die eigenen Fähigkeiten und zerstörte das für einen Rennfahrer essentielle Selbstvertrauen.
Heute kommentiert Ivan Capelli die Formel 1 auf den italienischen Fernsehprogrammen Rai Due und Rai Uno das Qualifying bzw. das Rennen.

## Statistik

### Le-Mans-Ergebnisse
| Jahr | Team                 | Fahrzeug      | Teamkollege | Teamkollege     | Platzierung | Ausfallgrund     |
| ---- | -------------------- | ------------- | ----------- | --------------- | ----------- | ---------------- |
| 1995 | Honda Motor Co. Ltd. | Honda NSX GTI | Armin Hahne | Bertrand Gachot | Ausfall     | Kupplungsschaden |